# Villa Hidalgo
Villa Hidalgo é um município do estado de Zacatecas, no México.